# Olearia tomentosa
Olearia tomentosa là một loài thực vật có hoa trong họ Cúc. Loài này được (J.C.Wendl.) Benth. mô tả khoa học đầu tiên.